# Hirabayashi Taiko

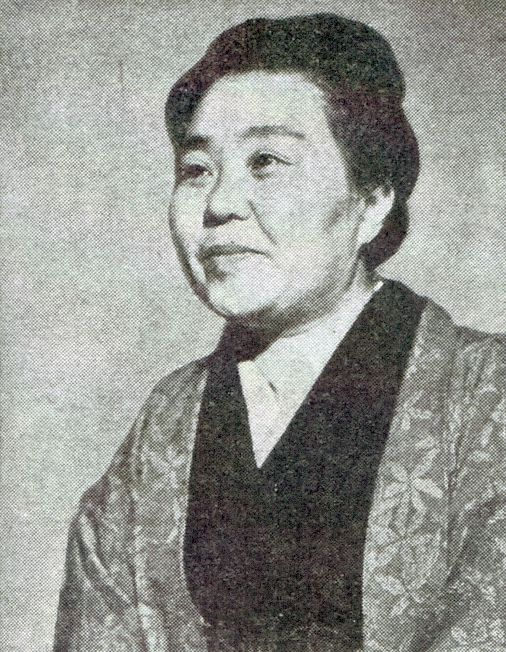
Hirabayashi Taiko

Hirabayashi Taiko (japanisch 平林 たい子; eigentlich: 平林 タイ Hirabayashi Tai; * 3. Oktober 1905 im Kreis Suwa (heute Stadt Suwa), Nagano; † 17. Februar 1972 in Tōkyō) war eine japanische Schriftstellerin.

## Leben
Hirabayashi Taiko besuchte gegen den Willen ihrer Mutter die Frauenoberschule, war aber vom Unterricht dort enttäuscht. Zu dieser Zeit begann sie sich für den Sozialismus zu interessieren und der Schulleiter und Lyriker Tsuchiya Bunmei ermunterte sie zu schreiben.
Sie ging alleine nach Tokio und lebte mit dem Anarchisten Yamamoto Torazō zusammen. Beide lebten für kurze Zeit bei Torazōs Schwester in Korea, kehrten aber bald wieder nach Tokio zurück. Nach dem Kantō-Erdbeben wurden sie verhaftet und kamen unter der Bedingung frei, Tokio zu verlassen. Daraufhin zogen sie zu Torazōs Bruder in die Mandschurei, wo er verhaftet wurde und sie mit 19 Jahren ein Kind zur Welt brachte, das bald darauf an Unterernährung starb, worauf sie erneut nach Tokio zurückkehrte. Dieses Ereignis ist zugleich die Vorlage für ihre Erzählung Seryōshitsu nite (施療室にて, Im Armenhospital). Sie schilderte in weiteren sozialkritischen Werken die Auswirkungen der Armut auf das Leben der Frauen.
Nachdem die Beziehung mit Torazō gescheitert war, entschied sie sich für eine Vermittlungs-Ehe und heiratete 1927 Kobori Jinji, Autor der proletarischen Literaturbewegung und Herausgeber der Zeitschrift Bungei sensen (文芸戦線, Literaturfront). 1937 erneut für acht Monate inhaftiert, erkrankte sie schwer und konnte bis 1945 nicht mehr schreiben. Sie gehörte vorübergehend dem Vorstand des linken Schriftstellerverbandes Literaturgesellschaft Neues Japan an.
1954 erfuhr sie, dass ihr Mann eine fünfjährige Tochter mit einer ehemaligen Hausangestellten hatte, was eine öffentliche Debatte über ihre Beziehung auslöste und 1955 zu ihrer Scheidung führte. Während dieser Zeit schrieb sie die autobiographischen Romane Aijō no ryokō (愛情の旅行, Liebesreisen) und Sabaku no hana (砂漠の花, Blumen in der Wüste) sowie zwei Monographien über ihre Schriftstellerkolleginnen Hayashi Fumiko und Miyamoto Yuriko. Sie starb 1972 an einem langjährigen Krebsleiden.
Von 1972 bis 1997 wurde der Hirabayashi-Taiko-Literaturpreis (平林たい子文学賞) vergeben, zunächst von einem Freundeskreis, dann vom Verlag Kōdansha.

## Werke
- 1928 Seryōshitsu nite (施療室にて)[1]
- 1946 Mekura chūgoku hei (盲中国兵, dt. Blinde chinesische Soldaten, aus dem Japanischen von Asa-Bettina Wuthenow)[2]
- 1946 Hitori yuku (一人行く, Alleine gehen)
- 1946 Kau iu onna (かういう女, Jene Frau)
- 1947 Watakushi wa ikiru (私は生きる, Ich lebe)
- 1950 Hito no inochi (人の命, dt. Das Leben eines Menschen. In: Monique Humbert (Hrsg.): Nippon. Moderne Erzählungen aus Japan von Mori Ogai bis Mishima Yukio. Diogenes, Zürich, hier: S. 405–425 (amerikanisches Englisch: A Man's Life. Übersetzt von Monique Humbert).[3])
- 1967 Himitsu (秘密, Geheimnis)